# رادنی باگلی
رادنی باگلی (انگلیسی: Rodney Bagley؛ زادهٔ ۲ اکتبر ۱۹۳۴) مخترع اهل ایالات متحده آمریکا است.
وی همچنین برندهٔ جوایزی همچون مدال ملی فناوری و نوآوری شده‌است.